# Dan Sperry
Daniel Philip Sperry (* 7. August 1985 in Litchfield, Minnesota) ist ein US-amerikanischer Zauberkünstler und Illusionist. Er lebt in New York City.

## Leben
Dan Sperry fing sehr früh mit der Zauberkunst an. Er begann auf Partys die Gäste zu verblüffen. So kam es dazu, dass er auf eine private Party eingeladen wurde, auf der er für Johnny Depps Kinder zauberte. Mit nur 17 Jahren bekam er den Titel „Jüngster Illusionist“ vom berühmten The Magic Castle in Hollywood. In der TV-Show „Masters of Illusion“ trat er mehrfach auf. Außerdem trat er Jahre lang in der bekannten Show „The World’s Greatest Magic“ in Las Vegas als jüngster Illusionist auf. Nachdem er ein paar Jahre durch Kanada, Griechenland, Italien und andere Länder getourt ist, erschien er 2010 in der TV-Show „America’s Got Talent“ auf NBC. Seitdem ist er vor allem für seine bizarre Art bekannt, da er Illusionen mit makaberem Humor und viel Blut kombiniert. Zu seinem Repertoire zählen Tricks, welche den Anschein haben, sehr gefährlich zu sein, beispielsweise benutzt er in einigen Tricks Rasierklingen oder Messer. Howie Mandel meinte zu seinem Auftritt, dass sie noch niemals in der Show so viel Angst hatte, wie bei seinem Auftritt.
2012 trat er bei Das Supertalent auf und belegte den dritten Platz.

## TV-Auftritte, Shows und Preise
- The Magic Castle (2002) – Titel: „Youngest Illusionist“
- World Magic Seminar in Las Vegas (2002) – Award: „International Champion“
- World Magic Awards – Gewinner: „Best Original Cabaret Magician“ und „Most Original Magician“
- International Brotherhood of Magicians – Awards: 3× „Award of Merit“
- World Magic Seminar in Las Vegas – Awards: „Gold Medal Stage Magic Champion“ und „Lance Burton Award“
- The World’s Greatest Magic in Las Vegas – Show: 5 Jahre lang als jüngster Illusionist
- America’s Got Talent (2010) – TV-Auftritt: Finalist
- Masters of Illusion: Impossible Magic – TV-Auftritt
- Das Supertalent (2012) – TV-Auftritt: Finalist; Top 3 als einziger Magier in der Geschichte dieses Formats
- The Illusionists – Show: Mitglied der weltweit größten und erfolgreichsten Zauberkunst-Tour
- Magicshow in New York City (bis Dezember 2012) – Award-winning Off-Broadway Show